# オスカー・ミショー
オスカー・ミショー (英語: Oscar Micheaux, 1884年10月2日 - 1951年3月25日) は主にサイレント期に活躍したアメリカの映画監督・プロデューサー。まだ人種差別が強く残る時代のアメリカで黒人の監督として生涯に44本の作品を製作。小説家としても活躍した。

## 生涯

### 青年期まで
ミショーは1884年、イリノイ州メトロポリスで生まれた。両親は奴隷出身で、13人の兄弟がいた。幼少期をカンザスで過ごすが、17歳のときに家を離れ、シカゴで鉄道の車掌として働き始めた。蓄えを得たのち西部へおもむき、自力で開拓した農地の所有権を得られるホームステッド法を活用して成功、1905年にはサウスダコタ州で160エーカーの農場を構えるようになった。1913年には自らの経験をもとに『克服：黒人パイオニアの物語』と題する小説を発表している。
1915年、不況による経営難で農場を失う。ミショーはアイオワ州へ移り、出版社に勤めながら自らの小説を戸別販売し生計を立てる。同時にすぐれた経営手腕でも頭角をあらわし、勤務先の出版社の経営に加わるようになった。

### 映画製作の開始
ある日、ミショーは黒人の資本家から、1917年に発表した小説『ホームステッダー The Homesteader』の映画化の申し出を受けるも、ミショーはこれを断った。その代わりとして、ミショーは勤務先の出版社を買収して自らの映画制作プロダクションとして再編、経営を安定させたうえで、同作の映画製作に乗り出した。作品は1919年2月に公開され、黒人映画監督が製作した初めての長編映画となった。

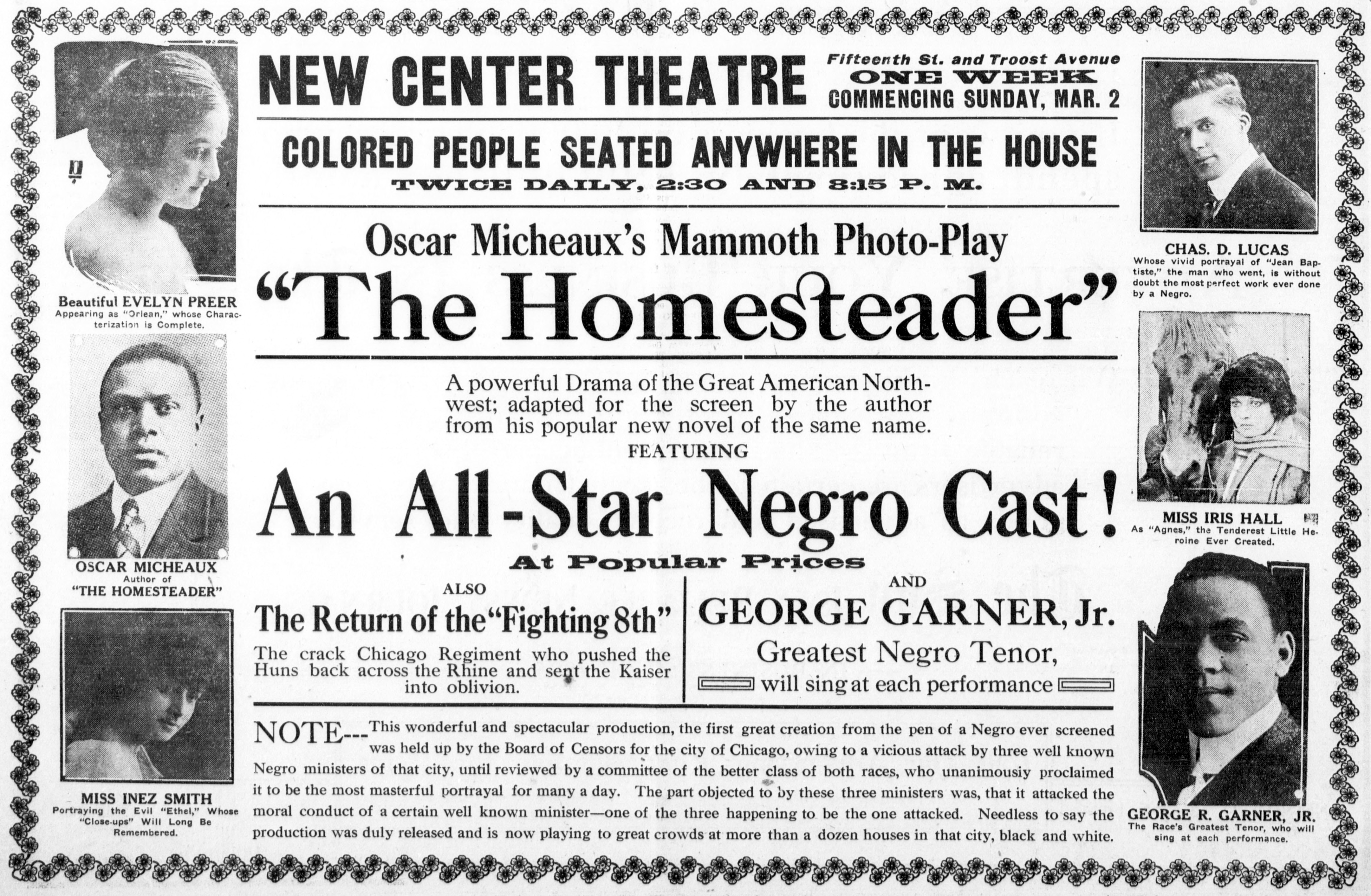
映画『ホームステッダー』の広告。すべて黒人キャストとうたっている。

翌1920年には、秘密結社クー・クラックス・クランの人種差別思想を美化しているとして当時物議を醸していたD・W・グリフィスの『國民の創生』 を正面から批判する『我らが門の内にて Within Our Gates』(1920)を製作、黒人の観客から熱狂的な支持を集めた。きびしい人種差別がつづく当時のアメリカで、黒人は映画の主役になることもなく、また映画館で白人と並んで映画を鑑賞することも許されなかった。しかしミショーの成功で、黒人俳優が登場する物語を黒人専用の映画館で上映する人種映画」と呼ばれるジャンルが誕生し、定着することになった。
1924年に公開された『ボディ・アンド・ソウル Body and Soul』は、「淫蕩な黒人が性的脅威をもたらす」という白人社会に浸透していた偏見を正面から取り上げた作品として現在でも高く評価される。またこの作品で主役をつとめたポール・ロブスンは人気俳優となり、以後国際的に活躍の場を広げてゆく。1931年に製作した『追放 The Exile』は、黒人監督が製作した初の長編トーキー映画となった。

### 映画製作からの引退
「人種映画」が一定の成功をおさめたため、1940年頃までにはハリウッドの大手スタジオも黒人キャストによる映画を製作するようになる。ミショーのスタジオを含む小資本の黒人プロダクションはしだいに淘汰されてゆき、ミショーは晩年、映画製作から退いて小説の執筆に専念した。
ミショーは生涯に44本の映画を製作、7つの小説を書いた。このうち『ウィンゲート夫人の事件 The Case of Mrs. Wingate』(1943) は出版部数5万5000部を超え、当時としては異例のベストセラーとなっている。
1951年、心臓発作のため67歳で死去。没後、黒人の映画製作者としての先駆的な役割はしだいに高く評価されるようになり、1987年にはハリウッドの「ウォーク・オブ・フェイム」に加えられている。

## 主なフィルモグラフィ
- The Betrayal (1948)
- The Notorious Elinor Lee (1940)
- 神の継子たち God's Step Children (1938)
- Swing! (1938)
- Underworld (1937)
- Murder in Harlem (1935)
- Harlem after Midnight (1934)
- The Exile (1931)
- Darktown Revue (1931)
- Wages of Sin (1929)
- The Millionaire (1927)
- The Spider's Web (1927)
- The Broken Violin (1927)
- The House behind the Cedars (1927)
- Body and Soul (1925)
- The Gunsaulus Mystery (1921)
- The Symbol of the Unconquered (1920)
- The Brute (1920)
- 我らが門の内にて Within Our Gates (1920)
- The Homesteader (1919)

## 関連文献

### ミショー研究
- Bowser, Pearl and Louise Spence. Writing Himself into History: Oscar Micheaux, His Silent Films, and His Audiences. Rutgers University Press, 2000
- Bowser, Pearl, Jane M. Gaines, and Charles Musser, eds. Oscar Micheaux and His Circle: African American Filmmaking and Race Cinema of the Silent Era. Indiana University Press, 2001.
- Green, J. Ronald. Straight Lick: The Cinema of Oscar Micheaux. Indiana University Press, 2000.
- Green, J. Ronald. With a crooked stick : the films of Oscar Micheaux, Bloomington : Indiana University Press, 2004
- Patrick. McGilligan, Oscar Micheaux, the great and only : the life of America's first great Black filmmaker, HarperCollins, 2007

### アメリカ映画と人種
- Bernardi, Daniel ed. Race in American film : voices and visions that shaped a nation, Greenwood, 2017.
- Cripps, Thomas. Slow Fade to Black : The Negro in American Film, 1900-1942, Oxford UP, 1977
- Diawara, Manthia. Black American Cinema. Routledge, 1993.
- Gaines, Jane M. Fire and Desire: Mixed-Race Movies in the Silent Era. University Of Chicago Press, 2001.
- Lupack, Barbara ed. Early Race Filmmaking in America, New York: Routledge, 2016.